# Los Caprichos (paroisse civile)
Pour les articles homonymes, voir Los Caprichos.
Los Caprichos est l'une des trois paroisses civiles de la municipalité de José Felipe Márquez Cañizalez dans l'État de Trujillo au Venezuela. Sa capitale est Los Caprichos.